# L'Angoisse du gardien de but au moment du penalty
Pour le film de Wim Wenders, voir L'Angoisse du gardien de but au moment du penalty (film).
L'Angoisse du gardien de but au moment du penalty (Die Angst des Tormanns beim Elfmeter) est un roman autrichien en langue allemande de Peter Handke, publié en 1970.
Il a été adapté au cinéma par Wim Wenders en 1972, sous le même titre.

## Résumé
C'est l'histoire d'un ancien gardien de but, qui à la suite d'un échec professionnel, « décroche » et part dans une errance de vagabond, entre grande ville et recherche d'une écoute. On l'accompagne, sans jugement, clairement à l'intérieur de ses pensées, dans son ennui, d'homme désœuvré, auquel l'argent vient petit à petit à manquer. Par certains détails, on constate tout de même que certains de ses jugements ne sont pas tous cohérents. Lui-même se dissocie de ce qui lui arrive. Il est mêlé à une bagarre, rencontre une femme, caissière de cinéma...

## Commentaire
Très cinématographique dans son écriture, ce roman court a intéressé le réalisateur Wim Wenders, adepte du road movie. La perte progressive de repère fait aussi penser à American Psycho de Bret Easton Ellis ou au film Macadam Cowboy. L'écrivain français Jean-Bernard Pouy a publié en 2001 un recueil de nouvelles dont le titre rappelle le roman de Peter Handke : L'Angoisse du banc de touche au moment du coup d'envoi (Éditions Baleine).